# Суперкубок Монголії з футболу 2024
Суперкубок Монголії з футболу 2024  — 14-й розіграш турніру. Матч відбувся 11 серпня 2024 року між чемпіоном і володарем кубка Монголії клубом СП Фалконс та віце-чемпіоном Монголії клубом Хангарід.
| Володар Суперкубка Монголії 2024 |
| -------------------------------- |
|                                  |
| СП Фалконс Перший титул          |

## Матч

### Деталі
| 11 серпня 2024 14:15 (EEST) |

| СП Фалконс                                         | 3:1 | Хангарід              |
| -------------------------------------------------- | --- | --------------------- |
| Тіаго Томіас 31' Андре Феррейра 36' М.Батхишиг 53' |     | Тіаго Томіас 90' (аг) |

| Футбольний центр МФФ, Улан-Батор |